# Castillo de Abella de la Conca
El castillo de Abella de la Conca, que tiene sus orígenes en el siglo XI, es actualmente un montón de ruinas, pero identificables como castillo, en lo alto del pueblo de Abella de la Conca, en una roca que lo domina por el norte. Está situado en un lugar fuertemente estratégico, teniendo en cuenta la situación del territorio en el paso de la alta Edad Media a la baja: situado en una creta rocosa, fácil de defender y difícil de atacar, controlaba los pasos que desde de la Conca Dellà se dirigían al Alto Urgel, principalmente por Bóixols, que es precisamente el lugar por donde entraron los hombres del Conde de Urgel para poder dominar la cuenca pallaresa cuando ésta estaba dentro de los territorios dominados por los sarracenos.

## Vestigios actuales
El vestigio más importante reconocible es un muro de unos 13 metros de largo, orientado de este a oeste, de 1 metro de ancho. Debía ser el límite sur de una construcción cuadrangular, el límite norte debía formar otra pared, estos vestigios están en el límite del acantilado. Un poco más al oeste hay también otros restos de paredes, con piedras bien alineadas, que no es posible saber si se trataba de la iglesia del castillo, documentada, o de restos de otras construcciones del castillo. Tampoco se ha podido averiguar si había una torre que lo coronara, pero por la situación del castillo, no era muy necesaria la presencia de ninguna torre de vigilancia. Es probable que estos muros pertenecientes a obra del siglo XI, aunque no se puede descartar la presencia de este castillo o torreón de vigilancia más primitivos, en este lugar ya desde el siglo X.
Está documentado desde el siglo XI, que es cuando sale por primera vez el topónimo Abbelia, en 1033, y, siempre dependiendo de los Condes de Urgel, fue infeudado a Miró Sunyer de Abella como castellano del sitio. Un par de generaciones de esta familia mantuvieron el señorío, pero en 1097 Guitard de Caboet y su hijo Guillem Guitard manifiestan ser castellanos. Los Abella, nombre que tomó esta familia, mantuvieron mucho tiempo el señorío de la villa y valle de Abella, aunque en algún momento aparece algún posesor del lugar, como Pere Estopinyà en 1154.
Es posible que ya fuera este castillo el kastrum de Abizela que aparece en 1110 en el testamento de Guillem Guitard de Caboet, donde deja a su hijo Bernat varios castillos pallareses, entre ellos el de Abisella.